# Otoci Lukavci 2
Koordinati:   43°04′59″N, 16°34′52″E
Otoci Lukavci 2 je majhen nenaseljen otoček v Jadranskem morju. Pripada Hrvaški.
Otoček, na katerem stoji svetilnik, leži okoli 6 km južno od Hvara in okoli 0,6 km jugovzhodno od otočka Otoci Lukavci 1. Oba otočka deli do 6 m globok morski preliv. Površina otočka meri 0,017 km². Dolžina obalnega pasu je 0,48 km. Najvišja točka na otočku je visoka 5 mnm.
Iz pomorske karte je razvidno, da svetilnik oddaja svetlobni signal: R Bl 3s. Nazivni domet svetilnika je 5 milj.